# Moyree River System SAC
Moyree River System SAC este o arie protejată (arie specială de conservare — SAC, sit de importanță comunitară — SCI) din Irlanda întinsă pe o suprafață de 475,6 ha, integral pe uscat.

## Localizare
Centrul sitului Moyree River System SAC este situat la coordonatele 52°57′29″N 8°55′08″W / 52.957974°N 8.919008°V.

## Înființare
Situl Moyree River System SAC a fost declarat sit de importanță comunitară în noiembrie 1997 pentru a proteja 2 specii de animale. Situl a fost protejat și ca arie specială de conservare în decembrie 2019.

## Biodiversitate
Situată în ecoregiunea atlantică, aria protejată conține 4 habitate naturale: Cursuri de apă de la nivel de câmpie la nivel montan, cu vegetație Ranunculion fluitantis și Callitricho-Batrachion, Mlaștini alcaline, Lespezi calcaroase, Peșteri inaccesibile publicului.
La baza desemnării sitului se află mai multe specii protejate de  mamifere (2): vidră de râu (Lutra lutra), liliacul mic cu potcoavă (Rhinolophus hipposideros).
Pe lângă speciile protejate, pe teritoriul sitului au mai fost identificate 1 specie de amfibieni, 4 specii de mamifere, 1 specie de nevertebrate, 1 specie de pești.